# 黒田正利
黒田 正利（くろだ まさとし、1890年 - 1973年）は、イタリア文学者。
京都帝国大学英文科卒。1949年「Dante(ダンテ)の詩に関するManifesto(マニフエスト)」で京都大学文学博士。戦後、京都学芸大学教授、龍谷大学教授を務めた。

## 著書
- ダンテと其時代 警醒社書店 1921
- ダンテ神曲 岩波書店 1935 (大思想文庫7) 。復刊1985
- ギリシャ文学史 田中秀央と共著 刀江書院 1939
- 熱血詩人ダンヌンチオ 日本放送出版協会 1941（ラジオ新書）
- イタリア研究 甲鳥書林 1942
- 詳説イタリア文学史 上巻 開成館 1944
- ギリシア女人群像 明窗書房 1947
- ダンテの文学思想 「神曲」浄罪篇XXIV‐49-63を中心として 日本学術振興会 1955

## 翻訳
- 聖フランチエスコ 中外出版 1924
- ホラーテイウス詩論 田中秀央共訳 岩波書店 1927
- 君主論 マキアヴエルリ 岩波文庫 1935、改版1959
- チェルリニ自叙伝 創元社 1939。現代思潮社（上下） 1967
- ダンテの詩篇 クローチエ 刀江書院 1940
- ダ・ヴィンチ随想録 甲鳥書林 1943
- 新科学 ジァム・バッティスタ・ヴィコ 秋田屋 1946
- フランチェスコ聖者の完全の鑑 レオ 日本評論社 1948 （世界古典文庫）
- ダンテ 俗語論 帝政論 河出書房新社 1961（世界大思想全集）